# Крістофер Семброскі
Крістофер Семброскі (англ. Christopher Sembroski; нар. 28 серпня 1979) — американський інженер з обробки даних, ветеран ВПС та приватний астронавт, учасник місії SpaceX Inspiration4. Мешкає в Еверетті, штат Вашингтон, США.

## Кар'єра
Крістофер Семброскі виріс у місті Каннаполіс, Північна Кароліна. Під час навчання у коледжі Семброскі був волонтером некомерційної організації ProSpace, яка підтримує приватні космічні польоти. Також він був радником освітнього табору «Space Camp» в Гантсвіллі, штат Алабама, що фінансується урядом і пропагує науку, техніку, технології і математику для дітей та підлітків.
Після закінчення коледжу Семброскі служив техніком-електромеханіком у ВПС США на базі Мальмстром у Грейт-Фолсі, штат Монтана.
Згодом почав працювати інженером з даних в компанії Lockheed Martin.
Водночас він є приватним астронавтом місії SpaceX Inspiration4. Місце в екіпажі місії отримав після того, як його друг відмовився від перемоги в конкурсі на участь в польоті на його користь. Крістофер давно цікавився космосом, був астрономом-аматором і аматором в ракетній справі. З студентських років має позивний «Генкс» (Hanks).